# خیابان سپه قزوین
خیابان سپه قزوین نخستین خیابان طراحی‌شدهٔ ایران است که در دورهٔ صفوی در زمان پایتختی قزوین احداث شد. در سال ۱۳۸۷ رسماً به عنوان نخستین خیابان ایران در فهرست آثار ملی به ثبت رسید.

## پیشینه
این خیابان را شاه تهماسب صفوی در شمال محلهٔ شهرستان قدیم یا حصار شاپور، همزمان با ایجاد جعفرآباد یعنی عمارت و خانه‌های دو طرف این خیابان و باغ سعادت آباد و عمارت دولتخانه و حرمسرا و باغ‌های شرقی و غربی عمارات مذکور احداث کرده است. ظاهراً نام خیابان هم از نام محله‌ای به نام خیابان در هرات گرفته شده است که شاه طهماسب در دوران ولیعهدی در آن شهر ساکن بوده است.

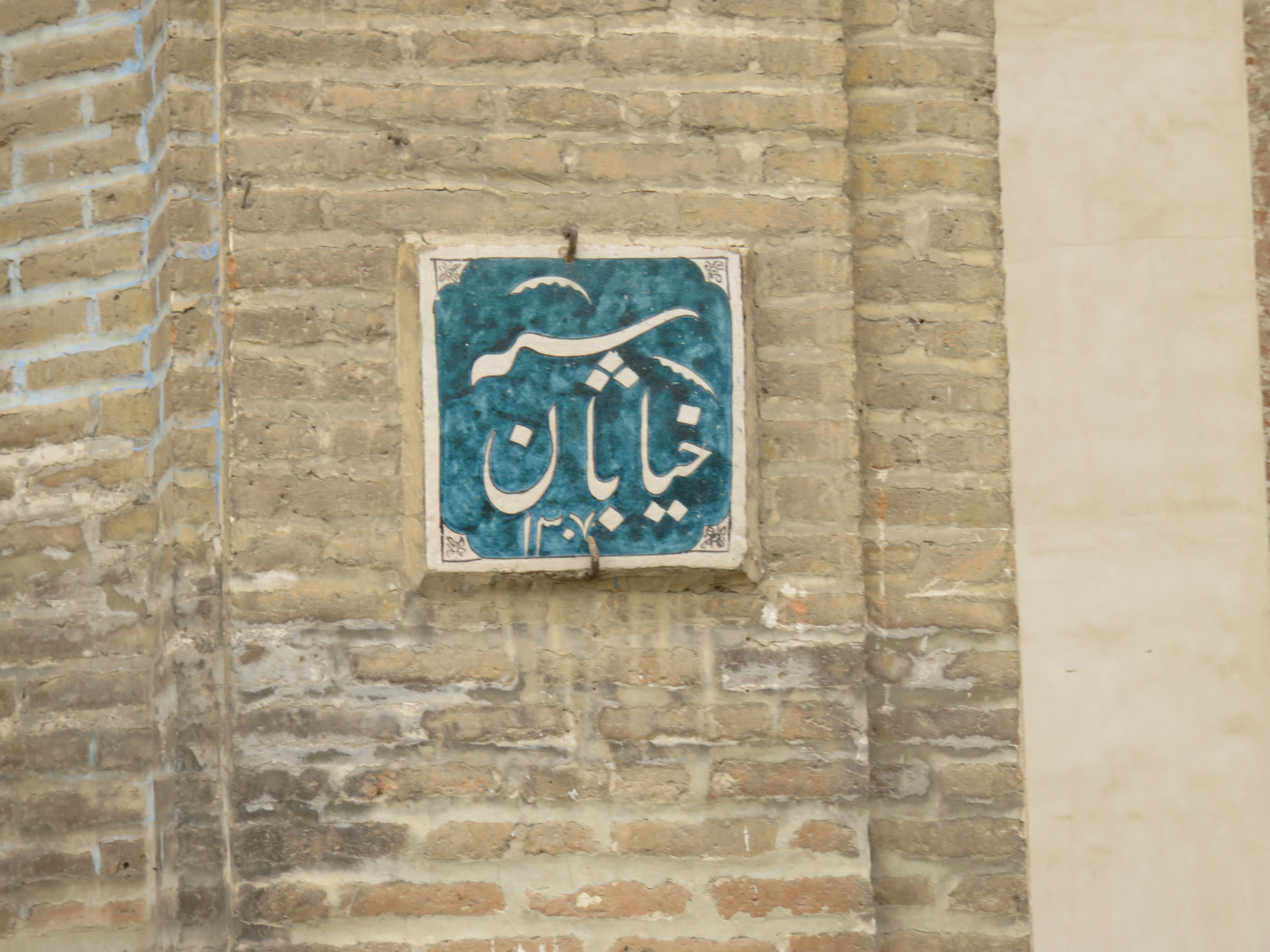
نمایی از کاشی قدیمی با نام خیابان سپه

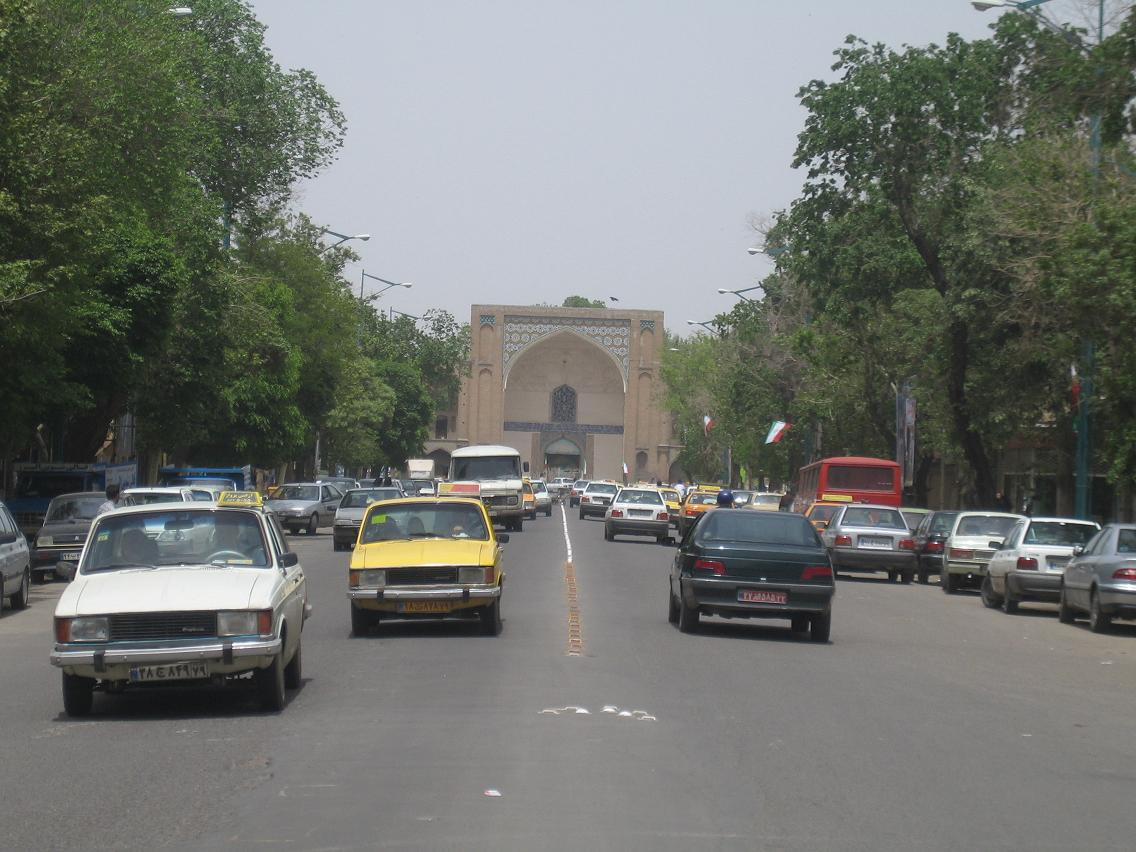
خیابان سپه، نخستین خیابان ایران

در زمان شاه صفی خیابان را از سوی جنوب امتداد داده و به گورستان جنوب شهر قزوین (گورستان کُهَنبر) رسانده‌اند. بعدها نام این خیابان بر روی بخشی از محله شهرستان قدیم گذاشته شد و این بخش از شهر قزوین را محله خیابان نامیدند.
در زمان ناصرالدین شاه به مباشرت صعدالسلطنه که بعدها حاکم قزوین گردید در قسمت جنوبی خیابان یعنی از مقابل مسجد جامع قزوین تا چهارراه سپه کنونی، مهمانخانه بزرگ قزوین و چاپارخانه و تلگرافخانهٔ هند و اروپ احداث گردید و خیابان سپه را از شرق مهمانخانه در معبر باریکی به خیابان طهران (تهران قدیم کنونی) متصل ساختند که هم‌اکنون محل بارفروشان است. 
این مهمانخانه و چاپارخانه در سال ۱۳۱۰ خورشیدی خراب شد و سبزه میدانی بر چال آن احداث گردید که به سبب بی آبی مخروبه ماند و بعداً با رسیدن خط آهن به قزوین و بنا شدن ایستگاهی در جنوب شهر، خیابان سپه را تا ایستگاه ادامه دادند و سبزه میدان مذکور و قسمتی از کاروانسرای سعدالسلطنه، که در ضلع جنوبی خیابانی که از دروازه طهران تا سلامگاه شاهزاده حسین امتداد داشت از میان رفت.

## ویژگی‌های شهرسازی
خیابان سپه قزوین به عنوان نخستین فضای شهری که ماهیتی متفاوت از میدان‌ها و میدانچه‌ها یا گذرهای ارگانیک فاقد طراحی داشته و بیشتر به عنوان مسیری مستقیم و طراحی شده برای رفت و آمد شباهت داشت، شناخته می‌شود.
این محور در دوره صفوی و در دوره پایتختی شهر قزوین از محل سردر عالی‌قاپو تا موضع تقریبی مقابل مسجد جامع احداث شده است.
پس از آن و با انتقال پایتخت به اصفهان نمونه تکامل یافته تر آن در این شهر و با عنوان چهارباغ احداث شد؛ بنابراین کاربرد عنوان «نخستین خیابان ایران» برای این محور منطقی به نظر می‌رسد.

## نگارخانه

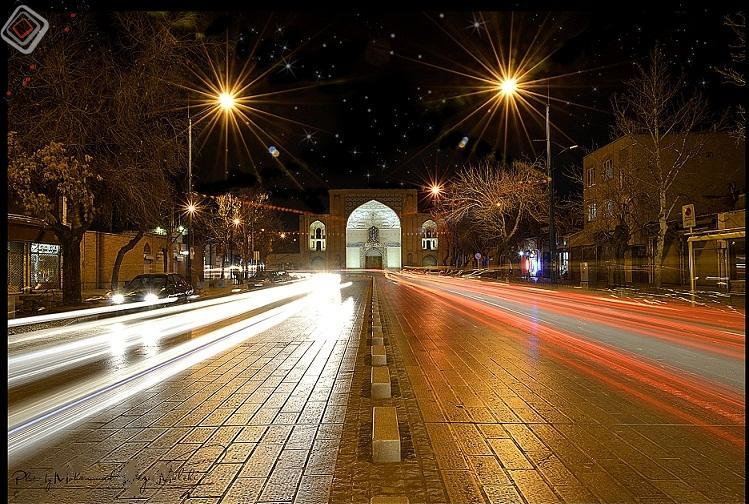